# Vincenzo Visco
Vincenzo Alfonso Visco (ur. 18 marca 1942 w Foggi) – włoski polityk, ekonomista, były minister finansów i skarbu, długoletni parlamentarzysta.

## Życiorys
Z wykształcenia prawnik, specjalizował się jednak w badaniach ekonomicznych, studiując na University of California i University of York. Zajął się działalnością naukową, obejmował stanowiska profesorskie na uniwersytetach w Pizie i Rzymie.
W 1983 został posłem do Izby Deputowanych z ramienia listy wyborczej niezależnej lewicy (związanej z Włoską Partią Komunistyczną). W niższej izbie włoskiego parlamentu zasiadał do 1992 i ponownie w latach 1994–2008 (IX, X, XII, XIII i XIV kadencja). W trakcie XI kadencji (1992–1994) był członkiem Senatu.
W 1991 poparł przekształcenie partii komunistycznej w Demokratyczną Partię Lewicy, z którą kilka lat później przystąpił do Demokratów Lewicy. W 2007 został członkiem Partii Demokratycznej.
28 kwietnia 1993 został ministrem finansów w technicznych rządzie Carla Azeglia Ciampiego, do dymisji podał się wraz z innymi postkomunistycznymi ministrami już 4 maja tego samego roku, motywując to protestem przeciwko blokowaniu przez parlament śledztwa przeciwko Bettinowi Craxiemu. Ponownie resortem finansów kierował od 18 maja 1996 do 25 kwietnia 2000 w gabinecie Romano Prodiego i dwóch rządach Massima D’Alemy. Później do 11 czerwca 2001 pełnił funkcję ministra skarbu w radzie ministrów kierowanej przez Giuliana Amato.
W drugim rządzie Romano Prodiego od maja 2006 do maja 2008 był wiceministrem finansów i gospodarki, następnie wycofał się z działalności politycznej.